# アメサラサ 〜雨と、不思議な君に、恋をする〜
『アメサラサ 〜雨と、不思議な君に、恋をする〜』（アメサラサ あめと ふしぎなきみに こいをする）は、2007年4月27日にCUFFSから発売された18禁恋愛アドベンチャーゲームである。

## あらすじ
大久保晴市は、自分の雨男体質のため運動系の部活に嫌われ、仕方なく文芸部に入ったものの、自分の居場所を見つけられずに毎日をぼんやり過ごしていた。しかし転校生・霖との出会いから、これまでとは少しずつ違う生活が始まって…。

## 登場人物
登場人物の苗字は京都府内の地名・鉄道駅名から採られている。 

### 主人公
大久保 晴市（おおくぼ はるいち）
本作品の主人公。なかなか自分の気持ちを素直に出せない性格。子どもの頃からの雨男体質で、感情が高ぶるとなぜか雨を呼んでしまう。そのせいで運動部全てに入部を断られ、仕方なく文芸部に所属しているが、別に本が好きな訳では無いので全く顔を出さず、怠惰な放課後を過ごしていた。しかし霖との出会いをきっかけに、だんだんと図書室へ通うようになる。

### ヒロイン
千代川 霖（ちよかわ りん） - 声：安玖深音
晴市のクラスに転入してきた少女。無邪気で人懐っこいが、時々不思議な雰囲気を漂わせる。転校初日から晴市に懐き、昼休みや放課後をよく一緒に過ごすようになる。
久美浜 光羽（くみはま みつは） - 声：北都南
晴市の隣の家に住む幼なじみ。いつも元気で明るく、はっきり物を言う。小さい頃は晴市とよく遊んでいたが、今はフィールドホッケー部で部活に打ち込んでいる。
三本木 倖（さんぼんぎ ゆき） - 声：本山美奈
晴市より１つ下の後輩。礼二の妹で、兄と反対に引っ込み思案で人付き合いが苦手。礼二が晴市に迷惑をかけているのを申し訳なく思っていて、よく謝っている。手芸が得意。
藤森 花香（ふじのもり はなか） - 声：草柳順子
晴市と同学年。図書委員長を務めており、委員の仕事でよく図書室にいる。おとなしくて心配性。本好きで、本の話になると熱心になる。雨が苦手。

### サブキャラクター
円町 霧（えんまち きり） - 声：まきいづみ
晴市の上級生。病気で休学していて、最近復学してきた文芸部員。いつも表情が変わらず、本心がつかみづらい。霖のことを昔から知っているらしい。
三本木 礼二（さんぼんぎ れいじ） - 声：竹内幸輔
晴市より1学年上の先輩。いつもハイテンションで、人の話を聞かないマイペースな性格。様々な超常現象を研究しており、特に晴市の雨男体質に興味を持って始終追い回している。
花園 健作（はなぞの けんさく） - 声：竹田彬夫
晴市より1学年下のフィールドホッケー部員。かわいい顔立ちで、光羽と仲が良く、互いに「健作」「光羽ねえさん」と呼び合っている。

## スタッフ
- 原画 -  カントク、 兼清みわ
- シナリオ -  市川環、 風間ぼなんざ
- 音楽 - Peak A Soul +、安瀬聖

## 主題歌
オープニングテーマ「アマオト」
歌：Duca、作詞：Duca、作編曲：黒須克彦
エンディングテーマ「七色の空」
歌：Duca、作詞：Duca、作曲：黒須克彦、編曲：chokix
※初回限定版特典のマキシシングルに、両曲のフルバージョンが収録。また、CUFFSの企画アルバム『CUFFS SONGS BEST』にも、両曲のフルバージョンが収録されている。